# Min fætter Vinny
Min fætter Vinny (originaltitel My Cousin Vinny) er en amerikansk komediefilm fra 1992 instrueret af Jonathan Lynn. Filmen har Joe Pesci, Marisa Tomei og Ralph Macchio på rollelisten. Marisa Tomei vandt en Oscar for bedste kvindelige birolle.

## Medvirkende
- Joe Pesci
- Marisa Tomei
- Ralph Macchio
- Mitchell Whitfield
- Lane Smith
- Austin Pendleton
- Fred Gwynne

## Ekstern henvisning
- Min fætter Vinny på Internet Movie Database (engelsk)
- Min fætter Vinny på Filmdatabasen
- Min fætter Vinny på Scope
- Min fætter Vinny i Svensk Filmdatabas (svensk)
- Min fætter Vinny i Svensk mediedatabas (svensk)
- Min fætter Vinny på AlloCiné (fransk)
- Min fætter Vinny på MovieMeter (nederlandsk)
- Min fætter Vinny på AllMovie (engelsk)
- Min fætter Vinny hos American Film Institute (engelsk)
- Min fætter Vinny hos British Film Institute (engelsk)